# 카장

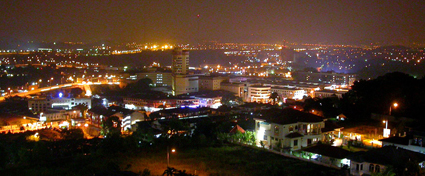

카장(말레이어: Kajang)은 말레이시아 슬랑오르주에 위치한 타운으로, 훌루랑앗 구역의 구역도이다. 수도인 쿠알라룸푸르로부터 21km(13마일) 떨어져 있다. 가수 닝 바이주라의 출생지로도 유명하다.